# Jožka Kolmanová-Červinková-Havlíková
Jožka Kolmanová-Červinková-Havlíková, v matrice Josefa Ludmila (14. března 1886 Smíchov – 20. května 1968 Praha) byla česká spisovatelka a překladatelka (pseudonym Josef Č[ervinka] Havlín).

## Životopis
Rodiče Jožky byli Josef Havlík „officiál pražského magistratu“ a Hermina Havlíková-Vimrová. Sestra Zdenka Havlíková (5. srpna 1882). Jožčin otec byl také spisovatelem realistické skupiny devadesátých let. 1. srpna 1911 se provdala za Vincence Červinku, novináře, publicistu, překladatele, divadelního a literárního kritika. Podruhé si vzala básníka, prozaika a novináře Jaroslava Kolmana-Cassia.
Její dílo, román i knihy povídek, si všímá hlavně postavení ženy v tehdejší společnosti. Kromě psaní překládala z ruštiny Antona Pavloviče Čechova, Leonida Nikolajeviče Andrejeva, Arkadije Timofejeviče Averčenka, Michaila Michajloviče Zoščenka a j.

## Dílo

### Próza
- Mosaika: povídka – Praha: Jan Otto, 1914
- Poslední flirt a jiné povídky – Praha: Josef R. Vilímek, 1917
- Dámy ze společnosti a jiné povídky – Praha: Československé podniky tiskařské a vydavatelské, 1921
- Doznané prohry: povídky – Praha: Melantrich, 1923
- Žanka – Praha: Přítel Knihy, 1929
- Měšťka, román[5]

### Překlad
- Dým bez ohně: humoresky a satiry – N. I. Teffi [Naděžda Alexandrovna Bučinskaja-Lochvickaja]; z ruštiny Praha: J. Otto, 1915